# Bobotov Kuk
Le Bobotov Kuk (cyrillique : Боботов Кук) est un sommet du nord du Monténégro. Avec 2 523 mètres d'altitude, c'est le plus haut sommet du massif de Durmitor, dans les Alpes dinariques. Il a longtemps été considéré comme le point culminant du pays jusqu'à l'ascension du Zla Kolata, à la frontière albanaise. Depuis le sommet, on aperçoit le mont Lovćen, les monts Kopaonik et les monts Tara en Serbie et le Maglić en Bosnie-Herzégovine, ainsi que le lac Veliko Škrčko Jezero.
La première ascension officielle a eu lieu en 1883 et a été réussie par le cartographe autrichien Oscar Baumann. En 1931, deux autres Autrichiens réalisent la première ascension hivernale depuis le Bezimeni vrh.

## Ascension
Le sommet est l'un des plus fréquentés du Monténégro. Plusieurs sentiers bien entretenus et balisés permettent de le rejoindre.
Le point de départ principal est Žabljak, village relié en bus à la capitale Podgorica. Depuis le lac Noir (Crno Jezero, 1 450 m d'altitude) situé à son extrémité sud-ouest, le sentier d'accès est très bien signalisé, pour une ascension indiquée en 5 h 30. Le sentier part du nord-ouest, pour dans un premier temps rejoindre le refuge Lokvice (1 693 m). Puis le sentier continue en direction du col Velika Previja (environ 2 350 m), la pente s'amplifiant dans le pierrier peu avant le col. De là part un sentier plus aérien et taillé dans la roche jusqu'au sommet.
Il est aussi possible de rejoindre le col Velika Previja depuis Zabljak, en effectuant un détour via la grotte de Ledena (Ledena Pećina), située au pied du mont Obla Glava. Des stalagmites y sont visibles même en plein cœur de l'été.
Une approche plus rapide du sommet est possible depuis la route R 16 (Plužine-Žabljak) qui contourne par le sud les sommets les plus marquants du Durmitor. Un sentier part du lieu-dit Urdeni Do (situé 10 kilomètres après la bifurcation avec la M 6) et rejoint le col Velika Previja et le sommet.